# Stazione di Fano
Stazione di Fano vasútállomás Olaszországban, Marche régióban, Fano településen.

## Vasútvonalak
Az állomást az alábbi vasútvonalak érintik:
- Bologna–Ancona-vasútvonal
- Fano-Urbino-vasútvonal

## Kapcsolódó állomások
A vasútállomáshoz az alábbi állomások vannak a legközelebb: 
- Stazione di Marotta-Mondolfo
- Stazione di Pesaro